# Hisko Abdena
Hisko Abdena (* onbekend - † 25 januari 1429) was een Oost-Friese hoofdeling. Hij was proost van Emden, zijn familie de Abdena's behoorden eind 14e, begin 15e eeuw, tot de machtigste families van Oost-Friesland. Hun machtscentrum was de stad Emden.
Omstreeks 1398, nadat de Likedelers van het eiland Gotland verdreven zijn en daarmee uit de oostzee, neemt Hisko enkele van deze zeerovers in dienst. Om zijn eigen territoriale en politieke belangen te beschermen, collaboreert hij heimelijk met de Hanze en overhandigt hun op 6 mei 1400 de stad en het kasteel Emden. Daarmee werd het fundament gelegd voor verdere operaties tegen de zeerovers.  
Tussen de hoofdelingenfamilies Tom Brok en Abdena, die beiden de macht over Oost-Friesland wilden hebben, bestond meer dan dertig jaar een vete. In oktober 1413 slaagde Keno II tom Brok erin om Hisko uit Emden te verdrijven, die naar de stad Groningen vluchtte. Deze aanval op Emden zou het begin van de Grote Friese Oorlog inluiden. Toen Hisko in Groningen arriveerde liet het stadsbestuur, dat sterk Vetkopers gezind was, hem in eerste instantie niet toe. Dit wekte de woede van de plaatselijke Schieringers. Onder aanvoering van Coppen Jarges werd het stadsbestuur aan de kant geschoven en mocht Hisko de stad in. 
Twee jaar later, in 1415, verjagen de Vetkopers, de Schieringers uit Groningen. Hisko vertrekt naar Holland, waar hij het verdere verloop van de oorlog uitzit. In 1422, na de zoen van Groningen keert hij pas weer terug naar Oost-Friesland. Zijn zoon Immel Abdena is hem dan al opgevolgd als hoofd van de familie. Als Fokko Ukena zich in 1427 keert tegen Ocko II tom Brok sluiten de Abdena's zich aan bij de partij van Ocko. Op het einde van dat jaar hebben zij de stad Emden opnieuw onder controle en verkrijgt Hisko weer zijn oude ambt van proost die hij tot aan zijn dood op 25 januari 1429 zal behouden. 